# 明海大学歯学部付属明海大学病院
明海大学歯学部付属明海大学病院（めいかいだいがくしがくぶふぞく めいかいだいがく びょういん）は、埼玉県坂戸市にある私立明海大学の附属大学病院。医科併設歯科病院。別称:明海大学病院。2014年の患者数は、医科外来13,161名、歯科外来153,459名、医科入院0名、歯科入院4,027名である。
明海大学歯学部と同じ敷地内にある。

## 沿革
- 1970年（昭和45年） - 城西歯科大学附属病院として開業。
- 1980年（昭和55年） - 歯科臨床研究所付属PDI埼玉歯科診療所を開設。
- 1985年（昭和60年） - 城西歯科大学が明海大学に改称。それに伴い明海大学歯学部付属明海大学病院に改称。
- 2004年（平成16年） - 明海大学PDI東京歯科診療所を開設。
- 2005年（平成17年） - 明海大学PDI浦安歯科診療所を開設。

## 診療科
- 内科
- 放射線科
- 眼科
- 耳鼻咽喉科
- 歯科
  - 口腔診断科
  - 小児歯科
  - 歯科口腔外科
  - 矯正歯科
  - 口腔保健・スポーツ歯科
  - 保存修復科
  - 歯周病科
  - 歯内療法科
  - 歯科補綴科

## 交通アクセス
- 東武越生線川角駅より徒歩10分。
- 東武東上線・越生線坂戸駅よりタクシーで15分。

## 附属診療所
- 明海大学PDI埼玉歯科診療所 - 埼玉県入間市豊岡5-1-3
- 明海大学PDI東京歯科診療所 - 東京都渋谷区代々木1-38-2 ミヤタビル
- 明海大学PDI浦安歯科診療所 - 千葉県浦安市明海1-1 明海大学浦安キャンパス内